# Superliga 1999/2000 (Türkei)
Die Saison 1999/2000 war die achte Spielzeit der Superliga, der höchsten türkischen Eishockeyspielklasse. Meister wurde zum fünften Mal in der Vereinsgeschichte der Büyükşehir Belediyesi Ankara SK.

## Hauptrunde

### Modus
In der Hauptrunde absolvierte jede der acht Mannschaften insgesamt 14 Spiele. Die vier bestplatzierten Mannschaften qualifizierten sich für die Playoffs, in denen der Meister ausgespielt wurde. Für einen Sieg erhielt jede Mannschaft zwei Punkte, bei einem Unentschieden gab es ein Punkt und bei einer Niederlage null Punkte.

### Tabelle
| Pl. |                                 | Sp | S  | U | N  | Tore   | Punkte |
| 1.  | İstanbul Paten SK               | 14 | 12 | 1 | 1  | 219:46 | 25     |
| 2.  | Bogazici PSK Istanbul           | 14 | 12 | 0 | 2  | 112:25 | 24     |
| 3.  | Büyükşehir Belediyesi Ankara SK | 14 | 10 | 1 | 3  | 203:33 | 21     |
| 4.  | Gümüş Patenler SK               | 14 | 9  | 0 | 5  | 130:55 | 18     |
| 5.  | TED Ankara Kolejliler SK        | 14 | 5  | 0 | 9  | 111:89 | 10     |
| 6.  | Polis Akademisi SK              | 14 | 5  | 0 | 9  | 41:179 | 10     |
| 7.  | Izmir Büyüksehir BSK            | 14 | 3  | 0 | 11 | 36:165 | 6      |
| 8.  | Istanbul Tarabya                | 14 | 0  | 0 | 14 | 27:287 | 0      |

Sp = Spiele, S = Siege, U = Unentschieden, N = Niederlagen

## Playoffs

### Halbfinale
- Büyükşehir Belediyesi Ankara SK – Bogazici PSK Istanbul 1:0
- İstanbul Paten SK – Gümüş Patenler SK 10:1

### Spiel um Platz 3
- Bogazici PSK Istanbul – Gümüş Patenler SK 2:4

### Finale
- İstanbul Paten SK – Büyükşehir Belediyesi Ankara SK 4:8